# TV UNAM
TV UNAM (conocido también, por sus logos estilizados, como teveunam, tvu, tvunam y tv•unam) es un canal de televisión abierta, propiedad de la Universidad Nacional Autónoma de México (UNAM), administrado a través de la Dirección General de Televisión Universitaria, que forma parte de la Coordinación de Difusión Cultural de esa institución. Presenta información cultural, científica y artística, y su objetivo es también impulsar el desarrollo de formatos y lenguajes audiovisuales.

## Historia
La Dirección General de Televisión Universitaria, además de ser la productora de televisión de la Universidad Nacional Autónoma de México, el 24 de octubre de 2005 inició transmisiones la señal de televisión denominada teveunam, con el lema: El canal cultural de los universitarios, que es el resultado de un trabajo conjunto de TV UNAM y la Dirección General de Televisión Educativa (DGTVE), responsable de la red de señales satelitales educativas Edusat. La señal de televisión se transmite por los sistemas de televisión de pago en el país, entre ellos: el canal 411 de Cablevisión en el Valle de México y el canal 255 de SKY y en Dish México en el canal 120 a nivel nacional.[cita requerida]
Aunque la UNAM ha tenido el permiso para operar el canal XHUNAM-TV canal 60 y XHUNAM-TDT canal 20 (esta última en operaciones en la actualidad), este canal no transmitió la señal de tvunam, esto debido a que este permiso era para la operación del canal con fines experimentales. La difusión por señal abierta se ha realizado a través del Sistema Público de Radiodifusión del Estado Mexicano (antes, OPMA) como multiprogramación (subcanales) de TDT.
En enero de 2016, se eligió como director a Nicolás Alvarado Vale, reconocido comunicador y comentarista cultural. Durante su corto período en el cargo (el cual concluyó el 1 de septiembre del mismo año con su renuncia, tras una controversia), se dieron cambios muy significativos para el canal, como lo fue el inicio de la transmisión en HD con relación de aspecto a 16:9 y se cambió el logo de "teveunam" a "tvunam", el 13 de abril de 2016.[cita requerida]
Nuevamente, el 8 de agosto, a tres días de que se expandiera la retransmisión por la red del Sistema Público de Radiodifusión (SPR) en 10 nuevas ciudades, el logo del canal cambió oficialmente. Esta vez, constó de un círculo formado por cuatro segmentos de ocho rectángulos dorados cada uno (aparentemente simbolizaba el Espacio Escultórico de Ciudad Universitaria), seguido del nombre del canal en letras azules en letra minúscula, con un punto medio de color dorado que separaba las abreviaturas TV y unam.
El 9 de diciembre de 2016 el cineasta y exdirector del CUEC, Armando Casas Pérez, fue nombrado nuevo director general de TVUNAM, cargo que ocupó hasta enero del 2019. 
El 16 de marzo de 2017, la estación propiedad de la Universidad Nacional Autónoma de México, XHUNAM-TDT, finalmente se enlazó a esta señal de televisión.[cita requerida]
Desde enero de 2019, el director de la televisora es Iván Trujillo Bolio.
En 2021 el presupuesto de TV UNAM fue de $163,206,997
En 2023 el presupuesto que recibió TV UNAM fue de $175,146,553. También en ese mismo año el IFT (Instituto Federal de Telecomunicaciones) autorizó a la UNAM el cambio de su canal de TV y el aumento de su zona cobertura de 7 a 50 km. 
Para el 2024 el presupuesto asignado a TV UNAM fue de $184,296,362.

## Retransmisión por televisión abierta
Por disposición oficial, el canal virtual asignado para esta señal es el 20.1, el cual proviene de la estación XHUNAM-TDT de la Ciudad de México.
En el resto de la República Mexicana, se retransmite en la red de estaciones del Sistema Público de Radiodifusión del Estado Mexicano.
| Distintivo                                                        | Canal digital | Poblaciones obligatorias a servir    |
| ----------------------------------------------------------------- | ------------- | ------------------------------------ |
| XHUNAM-TDT                                                        | 11            | Ciudad de México                     |
| Estaciones del SPR que transmiten TV UNAM como multiprogramación. |               |                                      |
| XHSPRAG-TDT                                                       | 15            | Aguascalientes, Aguascalientes.      |
| XHSPRCC-TDT                                                       | 32            | San Francisco de Campeche, Campeche. |
| XHSPRSC-TDT                                                       | 18            | San Cristóbal de las Casas, Chiapas. |
| XHSPRTP-TDT                                                       | 26            | Tapachula, Chiapas.                  |
| XHSPRTC-TDT                                                       | 31            | Tuxtla Gutiérrez, Chiapas.           |
| XHSPRCO-TDT                                                       | 21            | Colima, Colima.                      |
| XHSPRCE-TDT                                                       | 20            | Celaya, Guanajuato.                  |
| XHSPRLA-TDT                                                       | 34            | León, Guanajuato.                    |
| XHSPRGA-TDT                                                       | 20            | Guadalajara, Jalisco.                |
| XHSPREM-TDT                                                       | 30            | Toluca, México.                      |
| XHSPRMO-TDT                                                       | 19            | Morelia, Michoacán.                  |
| XHSPRUM-TDT                                                       | 14            | Uruapan, Michoacán.                  |
| XHSPRMT-TDT                                                       | 16            | Monterrey, Nuevo León.               |
| XHSPROA-TDT                                                       | 35            | Oaxaca de Juárez, Oaxaca.            |
| XHSPRPA-TDT                                                       | 30            | Puebla de Zaragoza, Puebla.          |
| XHSPRMQ-TDT                                                       | 30            | Santiago de Querétaro, Querétaro.    |
| XHSPRMS-TDT                                                       | 29            | Mazatlán, Sinaloa.                   |
| XHSPROS-TDT                                                       | 31            | Ciudad Obregón, Sonora.              |
| XHSPRHA-TDT                                                       | 27            | Hermosillo, Sonora.                  |
| XHSPRVT-TDT                                                       | 25            | Villahermosa, Tabasco.               |
| XHSPRTA-TDT                                                       | 35            | Tampico, Tamaulipas.                 |
| XHSPRCA-TDT                                                       | 26            | Coatzacoalcos, Veracruz.             |
| XHSPRXA-TDT                                                       | 35            | Xalapa-Enríquez, Veracruz.           |
| XHSPRME-TDT                                                       | 23            | Mérida, Yucatán.                     |
| XHSPRZC-TDT                                                       | 15            | Zacatecas, Zacatecas.                |

## Directores
| Director                  | Periodo                    |
| ------------------------- | -------------------------- |
| Ernesto Velázquez Briseño | 2004 - 2015                |
| Nicolás Alvarado Vale     | Enero 2016-Septiembre 2016 |
| Armando Casas Pérez       | 2016 - 2019                |
| Iván Trujillo Bolio       | 2019 -                     |